# Baugo
Baugo är en ort i Mexiko.   Den ligger i kommunen Guaymas och delstaten Sonora, i den nordvästra delen av landet, 1 500 km nordväst om huvudstaden Mexico City. Baugo ligger 11 meter över havet och antalet invånare är 285.
Terrängen runt Baugo är platt. Havet är nära Baugo åt sydväst.  Närmaste större samhälle är Guásimas, 3,3 km söder om Baugo. 